# Tortoise (álbum)
Tortoise es el álbum de estreno de la banda estadounidense de post-rock Tortoise, editado el 22 de junio de 1994 a través del sello Thrill Jockey. El disco está dedicado en memoria de Michael F. Cergizan, que fue miembro de la banda Sumple en 1988, donde también tocaron Doug McCombs y John Herndon (actuales miembros de Tortoise). 

## Listado de canciones
1. "Magnet Pulls Through" – 4:37
2. "Night Air" – 3:50
3. "Ry Cooder" – 7:04
4. "Onions Wrapped in Rubber" – 6:40
5. "Tin Cans & Twine" – 4:20
6. "Spiderwebbed" – 8:33
7. "His Second Story Island" – 2:41
8. "On Noble" – 4:05
9. "Flyrod" – 3:29
10. "Cornpone Brunch" – 4:44